# Исланд на Европском првенству у атлетици у дворани 2017.
Исланд је учествовао на 34. Европском првенству у дворани 2017 одржаном у Београду , Србија, од 5. до 8. марта. Ово је било двадесет треће европско првенство у дворани од 1972. године од када је Исланд први пут учествовао. Репрезентацију Исланда представљала су 2 такмичара (1 мушкарац и 1 жена) који су се такмичили у две дисциплине.
На овом првенству Исланд је делио 25 место са освојеном једном медаљом (бронзана). У табели успешности према броју и пласману такмичара који су учествовали у финалним такмичењима (првих 8 такмичара) Исланд је са 1 учесником у финалу заузео 27 место са 6 бода.
| Плас. | Земља  | 1. место | 2. место | 3. место | 4. место | 5. место | 6. место | 7. место | 8. место | Бр. финал. - Бод. |
| ----- | ------ | -------- | -------- | -------- | -------- | -------- | -------- | -------- | -------- | ----------------- |
| 27.   | Исланд | –        | –        | 1 – 6    | –        | -        | –        | –        | –        | 1 - 6             |

## Учесници
| Мушкарци: - Хлинур Андресон — 3.000 м | Жене: - Анита Хинриксдотир — 800 м |  |

## Освајачи медаља (1)

### Сребро (1)
- Анита Хинриксдотир — 800 м

## Резултати

### Мушкарци
| Атлетичар       | Дисциплина | Лични рекорд | Квалификације | Квалификације | Полуфинале | Полуфинале | Финале               | Финале       | Детаљи |
| Атлетичар       | Дисциплина | Лични рекорд | Резултат      | Место         | Резултат   | Место      | Резултат             | Место        | Детаљи |
| --------------- | ---------- | ------------ | ------------- | ------------- | ---------- | ---------- | -------------------- | ------------ | ------ |
| Хлинур Андресон | 3.000 м    | 8:06,69 НР   | 8:29,00       | 11. у гр. 2   |            |            | Није се квалификовао | 20 / 21 (22) |        |

### Жене
| Атлетичарка        | Дисциплина | Лични рекорд | Квалификације | Квалификације | Полуфинале | Полуфинале | Финале   | Финале | Детаљи |
| Атлетичарка        | Дисциплина | Лични рекорд | Резултат      | Место         | Резултат   | Место      | Резултат | Место  | Детаљи |
| ------------------ | ---------- | ------------ | ------------- | ------------- | ---------- | ---------- | -------- | ------ | ------ |
| Анита Хинриксдотир | 800 м      | 2:01,18 НР   | 2:02,82 КВ    | 1. у гр. 1    | 2:02,97 КВ | 2. у гр. 1 | 2:01,25  |        |        |